# Vicky Longley
Victoria Jane Longley (* 26. Oktober 1988 in London, England) ist eine britische Schauspielerin, Tänzerin und Choreographin.
Sie war in der Sitcom Genie in the House als Emma Norton zu sehen. Ausgestrahlt wird die Serie im Vereinigten Königreich und in Deutschland auf Nickelodeon und in Frankreich auf Canal J. Sie spielte außerdem die Joanne in der Serie White Van Man (4 Episoden). Sie studierte Performing Arts an der Italia Conti Academy of Theatre Arts.